# August Hannitz
August Wilhelm Hannitz (* 12. Dezember 1808 in Neuhornbach; † 1. Februar 1883 ebenda) war ein pfälzischer Arzt und Bürgermeister. Er war 1849 für wenige Monate linksliberaler, bayerischer Landtagsabgeordneter. Wegen seines Eintretens für den pfälzischen Liberalismus wurde ihm 1852 die Approbation entzogen.

## Leben
Hannitz war Sohn des Handelsmanns und Steuereinnehmers Friedrich Jacob Hannitz (1768–1857) und studierte Medizin in Erlangen und Würzburg. Er wurde 1834 mit einer Arbeit über den acuten Rheumatismus promoviert.
Hannitz ging 1832/1833 als bayerischer Militärarzt nach Griechenland. Bis 1843 war er königlich griechischer Militärarzt und zuletzt Direktor des Militärhospitals in Patras. Im Jahr 1845 erhielt er das Silberne Ritterkreuz des griechischen Erlöser-Ordens. Nach seiner Rückkehr in die Pfalz arbeitete Hannitz 1844 als praktischer Arzt in Zweibrücken. Fünf Jahre später wechselte er nach Lauterecken. Kurze Zeit war er noch in Neuhornbach tätig, bis ihm 1852 „aus politischen Gründen“ die Zulassung entzogen wurde. Hannitz lebte bis zu seinem Tod als „Rentner“ in seinem Geburtsort.

## Politik
Hannitz wurde 1848 nach der Märzrevolution Oberstleutnant der Bürgergarde in Zweibrücken und Mitbegründer des Pfälzischen Volksvereins. Als erster Vertreter des Wahlbezirks Zweibrücken-Pirmasens zog er 1849 in die Kammer der Abgeordneten des Bayerischen Landtags ein. Dieser wurde am 7. Dezember 1848 zum ersten Mal nach neuem Wahlrecht gewählt und trat am 15. Januar 1849 zusammen. Hannitz war dort Mitglied im Ausschuss IV. für die Staatsschuldentilgung bzw. stellvertretend im VI. Ausschuß für die Prüfung der Anträge der Abgeordneten. Die 19 Abgeordneten aus der Rheinpfalz galten dort als Vertreter der „radikalen Linken“. Nach dem gescheiterten Pfälzischen Aufstand wurde der 13. Bayerische Landtag am 10. Juni 1849 durch König Maximilian II. aufgelöst.
Am Abend des 2. Mai 1849 wählten 100 Delegierte einer Versammlung „aller Männer der Pfalz“ einen zehnköpfigen Landesverteidigungsausschuss, später „Landesausschuß für die Verteidigung und Durchführung der Reichsverfassung“ genannt. Die fünf aktiven der zehn Mitglieder wurden später alle Mitglieder der Provisorischen Regierung der Pfalz und in der Folge in Abwesenheit zum Tode verurteilt. Hannitz gehörte zu den Mitläufern. Sein Vetter der Abgeordnete Paulskirchen-Abgeordnete August Culmann trat nicht ein. Nach dem Scheitern des Pfälzischen Aufstands ging Hannitz einige Monate nach England. Als einziges Mitglied des Landesverteidigungsausschusses wurde er nicht in die Anklag-Akte der Hochverratsverdächtigten aufgenommen.
Nach dem Tod von König Max II. wurde es den Anhängern der Liberalen wieder gestattet politische Ämter anzunehmen. Hannitz war von 1864 bis 1871 Bürgermeister von Neuhornbach und von 1870 bis 1880 Mitglied des pfälzischen Landrats.

## Familie
Hannitz blieb unverheiratet und war der letzte männliche Namensträger der pfälzischen Familie Hannitz. Seine drei Schwestern hatten den Forstmeister Carl von Mannlich, den Kirchenschaffner Carl Exter und den Pfarrer Th. Kampmann geheiratet. Über seine Mutter Caroline Luise Culmann (1770–1855) war Hannitz’ Vetter des Abgeordneten August Culmann. Seine Nichte Caroline von Mannlich hatte 1839 Friedrich August von Hofenfels, den Enkel des Ministers von Hofenfels geheiratet. Hannitz’ Neffen waren der Ingenieur Karl Culmann und der Paulskirchen-Abgeordnete Gustav Adolph Gulden. Über seinen Schwager Exter war Hannitz mit Carl Friedrich Heintz, dem bayerischen Justizminister von 1848 verschwägert. Auch Karl Wilhelm Nessler, 1879–1882  Mitglied des Preußischen Abgeordnetenhauses und 1880–1884 des Deutschen Reichstags gehört zu seinem Familienkreis.
Der berüchtigte Urkundenfälscher Johann Wilhelm Hannitz war sein Großvater.